# Schefflera actinophylla
Schefflera actinophylla là một loài thực vật có hoa trong Họ Cuồng cuồng. Loài này được (Endl.) Harms miêu tả khoa học đầu tiên năm 1894.